# Сакснеат
Сакснеат или Сакснут (Seaxnēat, Saxnōt, произносится [ˈsæɑksnæːɑt]) — в германской мифологии — бог-покровитель саксов.

## Упоминания
Древнеанглийская форма Seaxnēat записана в родословных королей Эссекса. Древнесаксонский теоним Saxnōt засвидетельствован в Старосаксонском обете крещения вместе с богами Ууоден (Воден) и Тунаер (Тор).
Изначально, генеалогия королей Эссекса называла Сакснета родоначальником династии. Впоследствии он был сделан сыном Водена, предком первого короля Эссекса в седьмом поколении:
Воден, Сакснеат, Гесекг, Андсекг, Сваеппа, Сигефугел, Бедка, Оффа, Эсквин (527-587)

## Этимология
Теоним обычно производят от «seax», ножа, характерного для племени саксов, и (ge)-not, (ge)-nēat — «товарищ» (родственно немецкому Genosse, «товарищ»), таким образом, имя Сакснеата означает «меч-компаньон» (gladii consors, ensifer). Такое толкование имени связано восходит к Якобу Гримму, который отождествлял Сакснота с Тивом (Зио). Точка зрения Гримма недавно была поддержана Чейни (1970), но Симек (2007: 276) предпочитает отождествление с Фро, следуя Габриэлю Турвилю-Петре (и ссылаясь на трифункциональную гипотезу Жоржа Дюмезиля).
Швейцарский лингвист Генрих Вагнер предположил, что второй элемент теонима родственен кельтскому божеству Ноденсу, и оба корня означают «получать, использовать».

## Параллели
Генрих Вагнер видел параллели между Сакснотом и предположительно родственным ему Ноденсом (и Нуаду): слово sax может относиться к короткому мечу, тогда как Nuada является носителем сверкающего меча в ирландской мифологии; божество Сакснот почитается как предок саксов, в то время как Нуада является «прародителем по преимуществу».

## Смотрите также
- Список германских божеств
- Западногерманские божества

## Рекомендации
- Chaney, William A. The Cult of Kingship in Anglo-Saxon England: The Transition from Paganism to Christianity. — Manchester : Manchester University Press, 1970.
- Philippson, E. A.(1929). Germanisches Heidentum bei den Angelsachsen. Leipzig.
- Simek, Rudolf (2007) translated by Angela Hall. Dictionary of Northern Mythology. D.S. Brewer ISBN 0-85991-513-1